# Direitos LGBT no Quirguistão
As pessoas LGBT no Quirguistão podem enfrentar desafios legais não enfrentados cidadãos não-LGBTs. A homossexualidade é legal desde 1998. Os relacionamentos entre homem e mulher são reconhecidos no Quirguistão, mas os casais do mesmo sexo e as famílias chefiadas por casais do mesmo sexo não são reconhecidos e não gozam das mesmas proteções legais disponíveis para casais de sexo oposto legalmente casados.
Pessoas LGBT tendem a enfrentar discriminação e assédio freqüentes no país. A homofobia é generalizada no Quirguistão e costuma ser acompanhada de violência. O Quirguistão foi descrito como um ambiente cada vez mais hostil no que diz respeito aos direitos LGBT.

## Lei sobre a atividade sexual do mesmo sexo
Os atos sexuais entre pessoas do mesmo sexo são legais no Quirguistão desde 1998. Desde 2014, um projeto de lei no Legislativo propõe criminalizar a expressão que cria "uma atitude positiva para com as relações sexuais não tradicionais, utilizando os meios de comunicação ou de informação e redes de telecomunicações".